# Xhavit Demneri
Xhavit Shyqyri Demneri (ur. 1 stycznia 1919 w Tiranie, zm. 10 listopada 1996) – albański piłkarz i trener piłkarski, w 1946 roku reprezentant Albanii. Jego imieniem nazwano jedną z ulic w Tiranie.